# كينتا تاننو
كينتا تاننو (باليابانية: 丹野 研太) (30 أغسطس 1986 في سنداي في اليابان – )؛ هو لاعب كرة قدم ياباني سابق كان يلعب كحارس مرمى.

## وصلات خارجية
- كينتا تاننو على موقع رابطة كرة القدم اليابانية للمحترفين (اليابانية)
- كينتا تاننو على موقع إي إس بي إن إف سي (الإنجليزية)
- كينتا تاننو على موقع قاعدة بيانات كرة القدم.إي يو (الإنجليزية)
- كينتا تاننو على موقع Soccerbase.com (لاعب) (الإنجليزية)
- كينتا تاننو على موقع Soccerway.com (الإنجليزية)
- كينتا تاننو على موقع عالم كرة القدم.نت (الإنجليزية)
- كينتا تاننو على موقع كووورة